# Мики Руни
Мики Руни (на английски: Mickey Rooney) , роден като Джоузеф Юъл, Джуниър, Joseph Yule, Jr.), е американски филмов, театрален и телевизионен актьор. 

## Биография
Мики Руни е роден като Джоузеф Юъл – младши на 23 септември 1920 година в Бруклин, Ню Йорк. Баща му Джо Юъл е от Глазгоу, Шотландия, а майка му Нели е от Канзас Сити, щата Мисури. И двамата родители работят като изпълнители във водевилни спектакли. Така още в навечерието на втората си годишнина, малкият Джоузеф се появява на сцената в техен спектакъл, облечен в специално скроен бебешки смокинг. Баща му, женкар със слабост към алкохола, изоставя семейството, когато Руни е на 3-годишна възраст. Тогава двамата с майка му се връщат в родния ѝ Канзас Сити.
Един ден, четейки вестник, майката попада на обява от известния продуцент Хал Роуч, който набира деца актьори за участие във филмовата поредица „Нашата банда“. Джоузеф попада в екипа срещу хонорар от 5 долара на снимачен ден. Така, той започва да се появява в малки роли и в други филми, където се засича и с други прохождащи тогава бъдещи звезди като Дъглас Феърбанкс-младши и Джийн Харлоу. В свободното си време Мики припечелва продавайки вестници и същевременно посещава професионалното основно училище „Холивуд“, където сред съучениците му са Джуди Гарланд и Лана Търнър. По-късно продължава обучението си и в Холивудската гимназия, където се дипломира през 1938 година.

## Кариера
С първа поява на сцена още на 2-годишна възраст в началото на 1920-те, кариерата на Руни се простира през почти целия му живот, чак до 2010-те. Става изключително популярен още през тийнейджърските си години с поредицата от филми за героя му Анди Харди. За постиженията си в киноизкуството като юноша, на 11-ата церемония по връчване на наградите „Оскар“, той е удостоен с приз за непълнолетни артисти. Впоследствие, Руни се превръща в една от големите звезди от класическата ера на Холивуд през 1940-те, 1950-те и 1960-те. Продължава изявите си и в новата история на филмовата индустрия в края на 20-и и началото на 21 век. Името му е записано в продукции от десет поредни десетилетия. В хода на кариерата си, вече като възрастен, е номиниран четири пъти за „Оскар“ за филмите „Babes in Arms“ (1939), „Човешка комедия“ (1943), „Самоувереният и смелият“ (1956) и „Черният жребец“ (1979).
През 1960-те, Руни е популярен с главната си роля в телевизионния сериал, ситуационна комедия, „Мики“ (1964 – 65), както и с ексцентричното си изпълнение в ролята на японеца г-н Юниоши в класиката „Закуска в Тифани“ (1961). Два пъти е носител на наградата „Златен глобус“. Удостояван е и с престижната телевизионна награда „Еми“. През 1983 година е удостоен с почетен „Оскар“ за цялостно творчество.

## Избрана филмография
| Година      | Заглавие на български                 | Оригинално заглавие                      | Роля                        | Режисьор                                                  | Бележки |
| ----------- | ------------------------------------- | ---------------------------------------- | --------------------------- | --------------------------------------------------------- | ------- |
| 1934        | „Мелодрама в Манхатан“                | Manhattan Melodrama                      | Блеки като дете             |                                                           |         |
| 1936        | „Малкият лорд Фаунтлерой“             | Little Lord Fauntleroy                   | Дик Типтън, малък ваксаджия |                                                           |         |
| 1937        | „Храбри капитани“                     | Captains Courageous                      | Дан Трууп                   |                                                           |         |
| 1938        | „Момчешки град“                       | Boys Town                                | Уайти Марш                  |                                                           |         |
| 1939        | „Приключенията на Хъкълбери Фин“      | The Adventures of Huckleberry Finn       | Хъкълбери Фин               |                                                           |         |
| 1939        |                                       | Babes in Arms                            | Мики Моран                  | номинация за „Оскар“                                      |         |
| 1940        | „Анди Харди се срещна с дебютантка“   | Andy Hardy Meets Debutante               | Анди Харди                  |                                                           |         |
| 1941        | „За Анди Харди животът започва“       | Life Begins for Andy Hardy               | Анди Харди                  |                                                           |         |
| 1943        | „Човешка комедия“                     | The Human Comedy                         | Хоумър Маколи               | номинация за „Оскар“                                      |         |
| 1944        |                                       | National Velvet                          | Ми Тейлър                   |                                                           |         |
| 1946        | „Любовта се присмива над Анди Харди“  | Love Laughs at Andy Hardy                | Анди Харди                  |                                                           |         |
| 1949        | „Големият волан“                      | The Big Wheel                            | Били Кой                    |                                                           |         |
| 1953        | „Извън граници“                       | Off Limits                               | Хърбърт Тътъл               |                                                           |         |
| 1954 – 1955 | „Шоуто на Мики Руни“                  | The Mickey Rooney Show                   | Мики Мълиган                | телевизионен сериал                                       |         |
| 1956        | „Самоувереният и смелият“             | The Bold and the Brave                   | Дули                        | номинация за „Оскар“                                      |         |
| 1961        | „Закуска в Тифани“                    | Breakfast at Tiffany's                   | г-н Юниоши                  |                                                           |         |
| 1964 – 65   | „Мики“                                | Mickey                                   | Мики Грейди                 | телевизионен сериал, награда „Златен глобус“              |         |
| 1979        | „Черният жребец“                      | The Black Stallion                       | Хенри Дейли                 | номинация за „Оскар“                                      |         |
| 1981        | „Бил“                                 | Bill                                     | Бил Сактър                  | телевизионен филм, награда „Златен глобус“, награда „Еми“ |         |
| 1981        | „Лисицата и хрътката“                 | The Fox and the Hound                    | Тод                         | анимационен филм                                          |         |
| 1990 – 93   | „Новите приключения на Черния жребец“ | The New Adventures of the Black Stallion | Хенри Дейли                 | телевизионен сериал                                       |         |
| 2005        | „Щастливият Елф“                      | The Happy Elf                            | Дядо Коледа                 | анимационен филм                                          |         |
| 2006        | „Една нощ в музея“                    | Night at the Museum                      | Гюс                         |                                                           |         |
| 2011        | „Мъпетите“                            | The Muppets                              | Гражданин                   |                                                           |         |